# Aleja Pokoju w Krakowie
Aleja Pokoju – aleja w Krakowie, przebiegająca przez dzielnicę II Grzegórzki i dzielnicę XIV Czyżyny. Łączy Rondo Grzegórzeckie z Rondem Czyżyńskim.
Dwujezdniowa, wytyczona ok. 1959, z trasą tramwajową (otwartą w 1969). Przebiega przez osiedla Grzegórzki oraz Dąbie. Jest jedną z arterii łączących centrum Krakowa z Nową Hutą. Zabudowa głównie mieszkaniowa wielorodzinna (wznoszona od 1970).

## Otoczenie
Przy tej ulicy mieści się:
- Wieżowiec Błękitek
- Dom handlowy „Merkury” – typowy budynek z lat 60 XX wieku
- Pętla tramwajowa „Dąbie” (w XXI wieku służąca jako pętla techniczna)
- Staw Dąbski
- Tauron Arena Kraków (oddana do użytku w 2014 r.[1])
- Ogródki działkowe i nieużytki
- Park Lotników Polskich
- Centrum Handlowe M1
- Stara zabudowa dawnej wsi Czyżyny

## Galeria

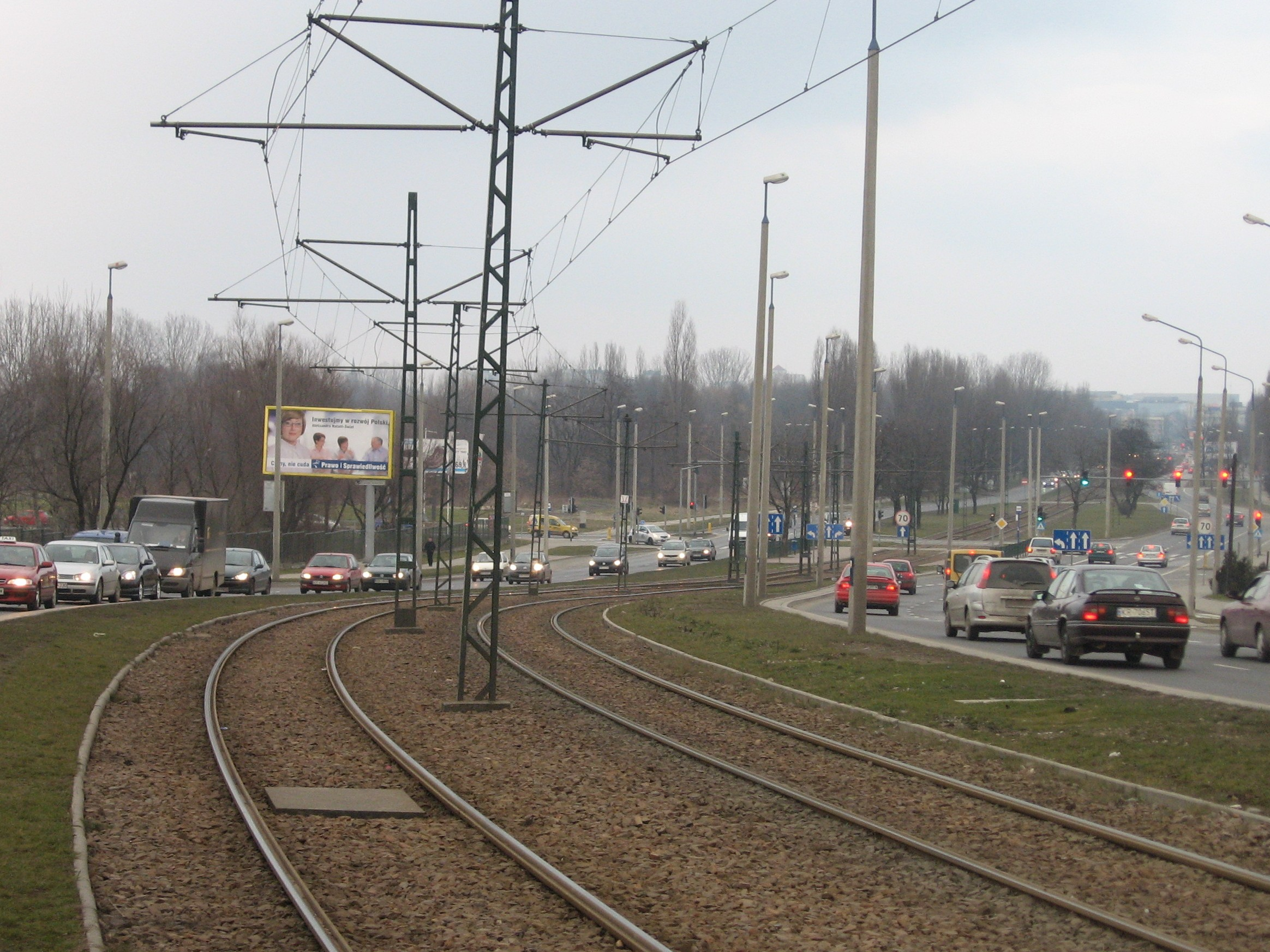
Aleja Pokoju w rejonie Stawu Dąbskiego (2009)
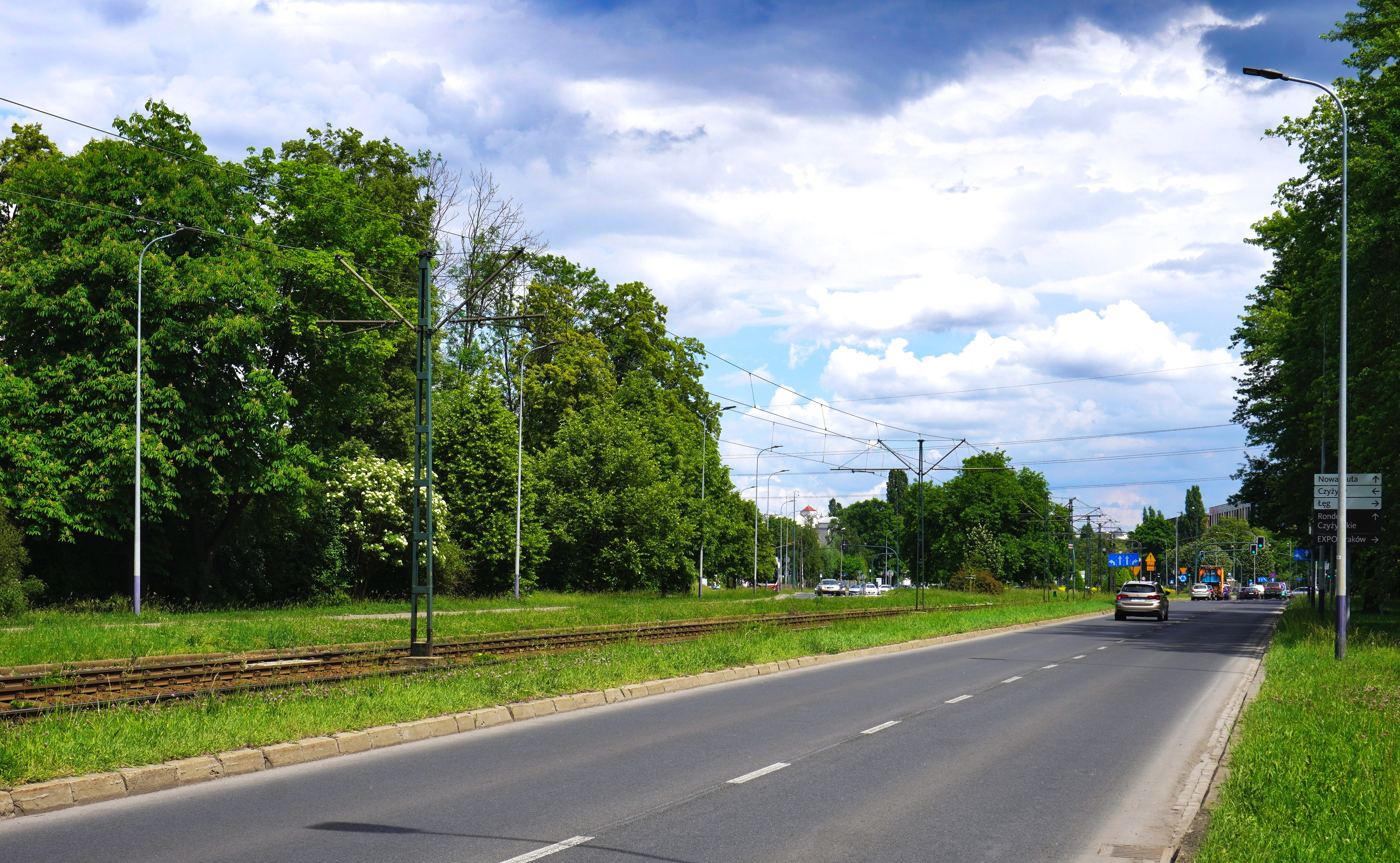
Widok w rejonie Parku Lotników Polskich na północny wschód
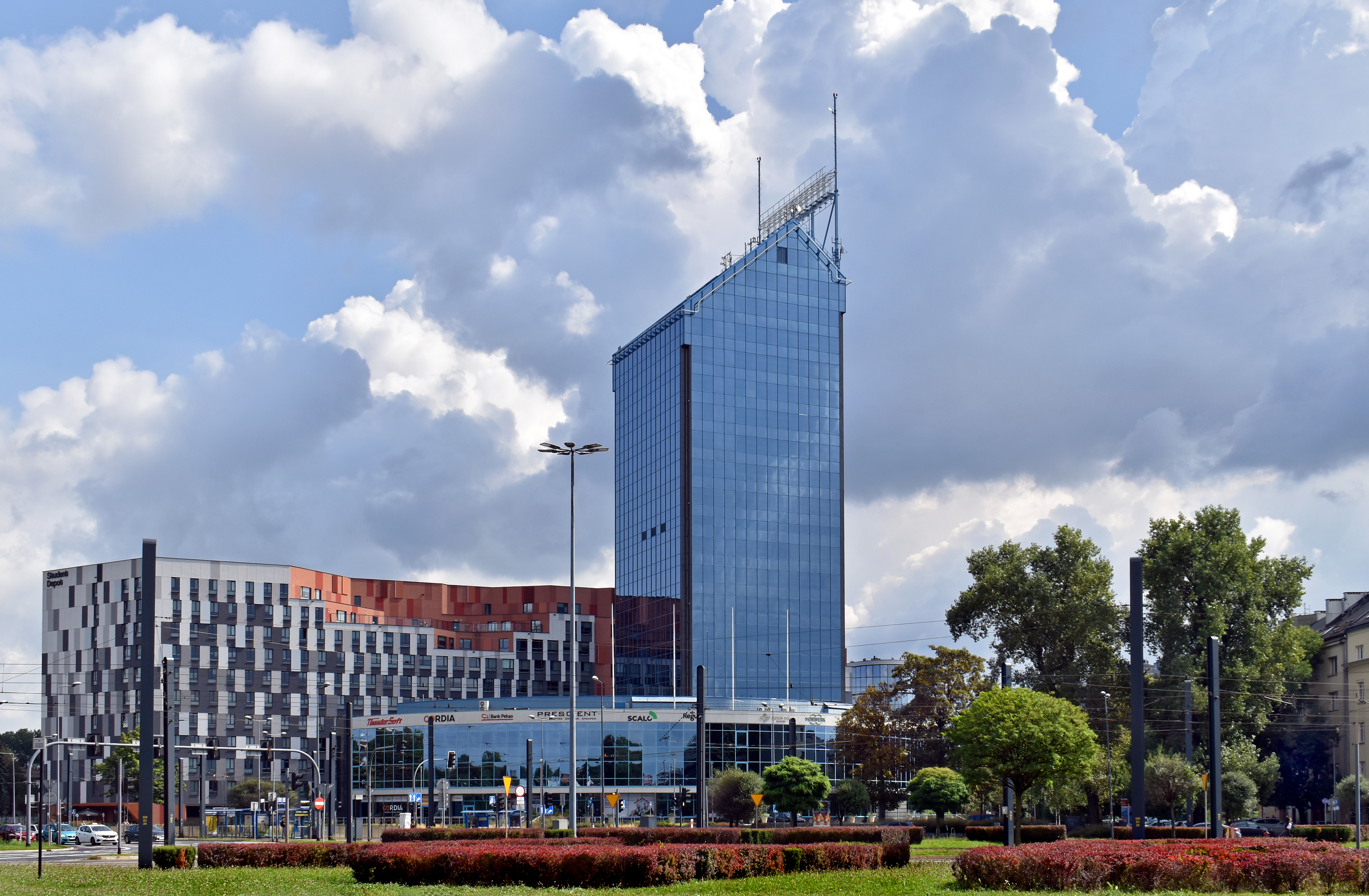
al. Pokoju 1 Biurowiec K1 (Błękitek)
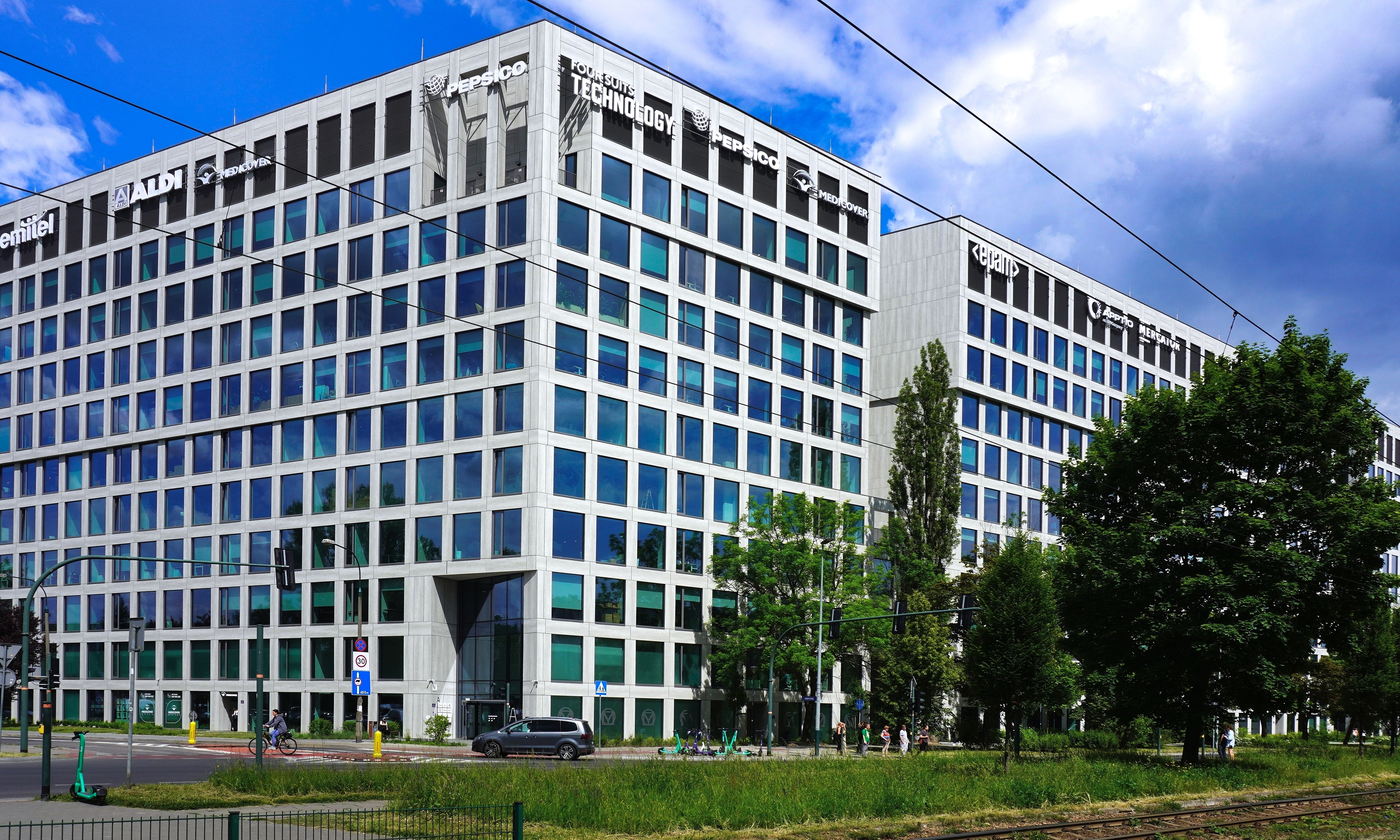
Brain Park